# Gare de Bruyères (Vosges)
Ne doit pas être confondu avec Gare de Bruyères-sur-Oise.
La gare de Bruyères (Vosges) est une gare ferroviaire française de la ligne d'Arches à Saint-Dié, située sur le territoire de la commune de Bruyères, dans le département des Vosges, en région Grand Est.
C'est une gare de la Société nationale des chemins de fer français (SNCF), desservie par des trains régionaux du réseau TER Grand Est.

## Situation ferroviaire
Établie à 463 mètres d'altitude, la gare de Bruyères (Vosges) est située au point kilométrique (PK) 19,329 de la ligne d'Arches à Saint-Dié, entre les gares fermées de Laval (Vosges) et de Laveline-devant-Bruyères. Ancienne gare de bifurcation, elle était l'aboutissement, au PK 54,616, de la ligne de Mont-sur-Meurthe à Bruyères (fermée et partiellement déclassée), où la gare précédente est celle fermée de Belmont.

## Histoire
La gare de Bruyères est mise en service le 3 novembre 1869 par la Compagnie des chemins de fer de l'Est, lors de l'inauguration de la section d'Arches à Bruyères de la ligne d'Arches à Saint-Dié (mise en service par étapes successives entre 1869 et 1876).
Elle est la seule gare de croisement possible sur la ligne, car son évitement est désormais le seul à ne pas avoir été démonté. Par ailleurs, une large partie du faisceau de la gare a été démantelée dans les années 2000 ; subsistent quelques voies de garage et des voies à quai.
Le 21 décembre 2018, circule un dernier train de voyageurs et, à compter du lendemain, la desserte de la ligne par des trains TER — l'activité ferroviaire de la gare étant interrompue — est remplacée par un service de substitution routière (autocars effectuant principalement la liaison TER Grand Est Épinal – Saint-Dié-des-Vosges). Toutefois, le guichet reste ouvert.
Le 12 décembre 2021, la gare est de nouveau desservie, trois ans après la fermeture suivie d'une régénération complète de la ligne. C'est cependant la seule gare à rouvrir entre Saint-Dié et Arches, les autres arrêts continuant à être uniquement accessibles en autocar.

## Fréquentation
De 2015 à 2024, selon les estimations de la SNCF, la fréquentation annuelle de la gare s'élève aux nombres indiqués dans le tableau ci-dessous.
| Année     | 2015   | 2016   | 2017   | 2018   | 2019   | 2020   | 2021   | 2022    | 2023    | 2024    |
| --------- | ------ | ------ | ------ | ------ | ------ | ------ | ------ | ------- | ------- | ------- |
| Voyageurs | 62 840 | 64 305 | 68 352 | 68 676 | 50 987 | 42 714 | 58 855 | 114 217 | 134 444 | 127 688 |

## Service des voyageurs

### Accueil
Gare de la SNCF, elle dispose d'un bâtiment voyageurs, avec guichet, ouvert du lundi au vendredi sauf les jours fériés.

### Desserte
La gare est desservie par des trains régionaux du réseau TER Grand Est, reliant Épinal à Saint-Dié-des-Vosges ou Strasbourg.

### Intermodalité
Un parking est installé aux abords de la gare.
Elle est desservie par des autocars TER reliant Épinal à Bruyères et Saint-Dié-des-Vosges, en complément de la desserte ferroviaire.